# Шумберак
Шумберак (мађ. Somberek) је село у Мађарској, у јужном делу државе. Село управо припада Мохачком срезу Барањске жупаније, са седиштем у Печују.
Шумберак је важан као једно од 20-ак места у Мађарској са постојећом српском мањинском самоуправом. У селу постоји Српска православна црква.

## Природне одлике
Насеље Шумберак налази у јужном делу Мађарске. Најближи већи град је Мохач.
Историјски гледано, село припада мађарском делу Барање. Подручје око насеља је бреговито, приближне надморске висине око 130 м. Оно северозападно прелази у планину Мечек, док се југоисточно спушта до Дунава.

## Становништво
Према подацима из 2013. године Шумберак је имао 1.418 становника. Последњих година број становника опада.
Претежно становништво у насељу чине Мађари римокатоличке вероисповести, а мањине су Немци (око 29%) и Срби.

### Попис1910.
| Шумберак | Шумберак |
| --- | --- |
| језик | вера |
| укупно: 2.102 Немачки 1.465 (69,69%) Српски 493 (23,45%) Мађарски 108 (5,13%) Хрватски 7 (0,33%) остали 29 (1,37%) | <div style="border:solid transparent;position:absolute;width:100px;line-height:0; укупно: 2.102 Римокатол. 1.560 (74,21%) Православци 504 (23,97%) Јевреји 37 (1,76%) Калвинисти 1 (0,04%) - (-%) |

## Историја Срба у месту
Срби су у насељу присутни још од средњег века, али је њихов број посебно нарастао после Велике сеобе. У Шумберку је описана једна тамошња књига србуља, „Служебник” из 1519. године, штампана у Венецији, код Божидара Вуковића, трудом јеромонаха Пахомија.
Садашња друга по реду црква грађена је крајем 18. века. Прво је подигнута црквена лађа, а 1793. године призидан торањ. Иконостас је рад непознатог иконописца из средине 19. века. Да ли је то Теодор Миливојевић живописац који се јавља 1808. године као пренумерант у месту? Црква је посвећена Св. Георгију и 1905. године је у лошем стању. Црквена порта је заграђена и уређена, постоји и српско православно гробље. Парохијско звање је из 18. века. Матице крштених су из 1776. године, а остале из 1777. године. У месту се српска црквена општина почетком 20. века. Парохија је шесте платежне класе, постоји парохијски дом, а парохијска сесија износи 11 кј. земље. Парохијска филијала је до 1905. године Рацгарчин.
Помиње се 1735. године поп Мојсеј из Шумберка, који је исповедао парохијане током Ускршњег поста. Тада је под његов епитрахиљ погнуло главу 197 православних душа. Помињу се у „Протоколу исповедајушћих” следећа презимена Срба домаћина: Драчинић, Чалош, Лукић, Чавић, Михатов, Еремић, Тадић, Илијић, Николић, Бошњак, Алмашчев, Апатински, Закшин, Шашлија, Шимуновић, Милошевић, Пилас, Зунданов, Мирков, Сујић, Ранковић, Борјатлија, Марков, Радујков, Мандић, Мишленов, Завишић, Осешан, Литобац, Милан и Белић. Забележене су и неке титуле или занимања уз лична имена: кнез, кожодер, аднађ (поручник), свирац, бачванин, дијак (ђак).
Било је 1796. године у Шумберку пописано 765 православних Срба, а 1890. године 547, што показује велику депопулацију, од 218 житеља. Године 1885. Шумберак је са парохијском филијалом Гарчином у склопу Мохачког изборног среза. Записано је тада у Шумберку 806 душа, а у филијали још 122.
У првој половини 19. века у Шумберку се јављају као пренумеранти једне књиге писмени становници: поп Милош Комадиновић парох (1808-1822), његова породица - жена и двојица млађих синова, Александар и Јован, затим трговац Јаков Фекете и месни учитељ Атанасиј Комадиновић. Записан је 1826. године као администратор тамошње парохије поп Адам Гојковић. Јереј Петар Мирковић родом из Сентандреје, био је парох и катихета у Шумберку 1864—1883. године.
По државном шематизму православног клира у Угарској, у „Zsombergu” (Шумберку) била је 1846. године православна парохија са 821 православном душом. Православно парохијско звање је основано и црквене матрикуле се воде од 1793. године. Постоји православни Светођурђевски храм, при којем је парох поп Адам Гојковић. Ту припада 1846. године као парохијска филијала Гарчин, са православном црквом Св. арханђела Михајла.
Још 1745. године општина Шумберак је годишње издвајала по 12 ф. за издржавање српске школе. По државном попису 1846. године је у Шумберку било 38 ученика, али учитељ није уписан. Године 1836. завршио је препарандију у Сомбору, учитељ Сава Гојковић из Шумберка, који је после био парох у Бремену. Наименован је за месног учитеља 1866. године Добрен Личанин. Након два разреда реалке и Препарандије у Сомбору, проглашен је оспособљеним за учитеља у основној сеоској школи. Завршио је исту препарандију 1882. године учитељ Драгутин Јанковић из Шумберка, са довољним успехом. Учитељ шумберачки Ст. Марковић жалио се 1887. године, на изречен укор и новчану казну због почињених изгреда. Он је иначе 1882. године незаконито доведен на тамошњу катедру, због чега је реаговала епархијска школска власт. Био је 1890. године објављен стечај за упражњено место учитеља на српској вероисповедној школи. Основна годишња плата била је 340 ф. са осталим солидним примањима у натури и новцу. Светислав Лазин је објавио у „Школском листу” 1892. године лирски допис о прослави Св. Саве у Шумберку. Био је месни учитељ маја 1897. године С. Ластић. Постављен је 1899. године за учитеља у месту Богољуб Прњаворовић. Када је прешао у Српски Гарчин 1903. године, на његово место је постављена учитељица Софија Маглић. Основна школа је народна вероисповедна, а парох је школски управитељ. Учитељица 1905. године била је Бојана Лалошевић родом из Сомбора, која служи тек годину дана. Редовну наставу прати 63 ђака, а у недељну шклу иде 23 ученика старијег узраста.
Године 1907. у Шумберку у српској вероисповедној школи ради учитељица Бојана Лалошевић. Она је заменила колегу Младена Силашког који је умро. Учитељ Василије Терзић ради 1910. године у школи у Шумберку. У јесен 1912. године почиње градња нове школе у Шумберку.
Године 1905. Шумберак је мала општина у Мохачком срезу. Ту живи 2134 становника у 410 домова. Немци доминирају, а Срба има дупло мање; њих 524 православне душе (или 25%) са 84 куће. Од српских јавних здања ту су православна црква и народна школа. у насељу је само поштански уред. Црквена скупштина је редовна, под председништвом Радослава Шашлића. Парох је поп Јован Милић, родом из Бате, и ту се налази 11 година. Бавио се економијом и пчеларством.
После Првог светског рата и поделе Барање на два дела — данас мађарски (северни, већи) и хрватски (јужни, мањи), Шумберак се нашао у сасвим другачијем, неповољнијем положају. Нова граница између Краљевине Мађарске и Краљевине Срба, Хрвата и Словенаца, нашла се близу насеља. У следећим годинама већи део Срба (око 400 душа) се иселио у српске делове новоформиране Краљевине Срба, Хрвата и Словенаца.

## Наше време
Почетком 21. века у месту је у центру српска православна црква посвећена Св. Ђорђу. На западној страни су високи торањ и дрвени хор. На јужном спољашњем зиду храма су два споменика са потпуно уништеним епитафима, а припадају вероватно преминулим свештеницима. Српско православно гробље је непосредно поред јужног дела насеља, и спада у већа барањска. Западна и северна страна су под шумом, а остали део је уређен и коси се. Најстарији споменик је из 1788. године, а регистровано их је укупно 231. Податке о старијем гробљу на другој локацији има породица Перкатлић. Код улаза у гробље је мали цветни врт, а централни гробљански крст је гроб породице Урсић. Старији централни крст од пешчара је поломљен.
Године 2010. у Шумберку је формирана месна Српска мањинска самоуправа. За њеног председника је изабрана Љубица Перкатлић, старатељка српског православног храма. У месту се налази уређена Српска соба, са експонатима из прошлости Срба у месту.